# Aeroportul Sandspit
Aeroportul Sandspit (IATA: YZP, ICAO: CYZP) este un aeroport din Columbia Britanică, Canada ce deservește zona Haida Gwaii⁠(d).
Situat la o altitudine de 6 m, aeroportul dispune de 1 pistă. Este operat de Transport Canada⁠(d).

## Infrastructură

### Piste
Aeroportul dispune de o singură pistă. Pista are orientarea 12/30. 